# Dictenidia manipurana
Dictenidia manipurana är en tvåvingeart som först beskrevs av Alexander 1970.  Dictenidia manipurana ingår i släktet Dictenidia och familjen storharkrankar. Inga underarter finns listade i Catalogue of Life.